# Parsippany-Troy Hills
El municipio de Parsippany-Troy Hills (en inglés: Parsippany-Troy Hills Township, o "Parsippany") es un municipio ubicado en el condado de Morris en el estado estadounidense de Nueva Jersey. En el año 2010 tenía una población de 53,238 habitantes y una densidad poblacional de 809 personas por km². Parsippany-Troy Hills es también la sede de condado.

## Geografía
El municipio de Parsippany-Troy Hills se encuentra ubicado en las coordenadas 40°51′56″N 74°25′29″O / 40.86556, -74.42472.

## Demografía
Según la Oficina del Censo en 2000 los ingresos medios por hogar en el municipio eran de $68,133 y los ingresos medios por familia eran $81,041. Los hombres tenían unos ingresos medios de $51,175 frente a los $38,641 para las mujeres. La renta per cápita para la localidad era de $32,220. Alrededor del 3.9% de la población estaba por debajo del umbral de pobreza.